# Чумацький Шлях (автомобільне ралі)
Ралі «Чумацький Шлях» — традиційне змагання з автомобільного ралі, яке проводиться в Херсоні та Херсонській області України з 1994 року понині. Це єдине змагання, яке входило до заліку всіх без виключення чемпіонатів України з ралі з 1994 по 2021 роки. Незмінними організаторами ралі «Чумацький Шлях» виступали автомобільний клуб «Херсон» та Автомобільна федерація України.

## Історія
Перше ралі «Чумацький Шлях» відбулось в грудні 1994 року, а вже за рік воно стало першим українським змаганням з ралі, в якому взяли участь іноземні спортсмени – грецький екіпаж Деметріса Пантазіса та Панайотіса Саккуласа. Щоправда, оскільки юридично змагання не мало міжнародного статусу, грецьким спортсменам довелось виступати під українськими спортивними ліцензіями. Офіційно ж статус міжнародного змагання був вперше присвоєний ІІІ ралі «Чумацький Шлях» в 1996 році. 
IV ралі «Чумацький Шлях» 1997 року стало єдиним в історії цього змагання, яке виграв екіпаж на монопривідному автомобілі – це були Валерій Разумовський та Віктор Шаповалов на ВАЗ-2108. Водночас це єдиний випадок за всі роки проведення чемпіонату України, коли будь-яке змагання в абсолютному заліку виграв екіпаж, який після першої спецділянки посідав останнє місце серед всіх учасників. 
Одним з найбільш відомих є XV ралі «Чумацький Шлях» (1-2 листопада 2008 року), в якому взяли участь одразу сім ралійних чемпіонів різних країн: України (Олександр Салюк-молодший, Юрій Протасов, Валерій Горбань), Латвії (Яніс Воробйовс, Андіс Нейкшанс), Фінляндії (Антон Ален, син легендарного раліста Маркку Алена) та Росії (Олександр Желудов). Абсолютним переможцем ралі «Чумацький Шлях» 2008 року став Антон Ален, який виступав на Fiat Punto Abarth S2000 — це була перша в історії перемога автомобіля класу S2000 на етапі чемпіонату України з ралі.

## Траса

### Міські ділянки
Протягом всього існування ралі «Чумацький Шлях» його змагальна дистанція традиційно розпочиналась з міських спецділянок. Так, в 1994 та 1995 роках це був асфальтовий відрізок в центрі міста, неподалік від готелю «Фрегат». Втім, вже в 1996 році на мікрорайоні «Таврійський», поруч з вулицею Покришева, було побудовано спеціальну трасу для паралельних гонок. З тих пір СД «Таврійський» входила до маршруту майже всіх херсонських ралі, як-то «Чумацький Шлях», «Скіф», «Автоклуб», «Тягинка» та «Козацьке Ралі».
Крім того, в 2003-2004 роках на трасі «Таврійський» було проведено кілька етапів Кубку України з паралельних гонок — серії змагань, де учасники стартували парами та вибували за так званою «олімпійською системою». 
В 2021 році, після проведення XXVIII ралі «Чумацький Шлях», один з організаторів змагання Віталій Лемець повідомляв про плани відмовитись від використання траси на Таврійському мікрорайоні та відкрити замість неї інший спортивний об’єкт для подальшого проведення змагань. Втім, через вторгнення Росії в Україну на початку 2022 року ці плани довелось тимчасово відкласти.

### Лівобережні ділянки
В період з 1994 по 2000 роки основна змагальна частина ралі «Чумацький Шлях» проходила на лівому березі Дніпра. Спецділянки проходили навколо населених пунктів Цюрупинськ (нині Олешки), Малі Карабаї, Пролетарка (нині Челбурда) та Козачі Лагері. Дороги, задіяні в змаганні, частково пролягали по хвойних лісах та мали, здебільшого, піщане покриття, яке досить швидко руйнувалось після проходження спортивних автомобілів. Саме пісок та численні пеньки від старих дерев були основними недоліками траси, на які звертали увагу учасники змагань та наглядачі Автомобільної федерації. Зрештою, від лівобережних спецділянок було вирішено відмовитись на користь абсолютно інших доріг на правому березі Дніпра.

### Правобережні ділянки
З кінця 90-х років організатори ралі «Чумацький Шлях» ввели в дію нові спецділянки «Степ» та «Кар’єр». Друга з них з часом стала своєрідною візитною карткою змагання — адже аналогів трасі, прокладеній територією Іванівського кар’єра неподалік від села Тягинка, в Україні не було. Тверде кам’янисте покриття та безліч звивистих поворотів сформували унікальний характер херсонського ралі, який лишався незмінним протягом двох десятиліть.

## Переможці
| Рік  | Пілот                    | Штурман          | Автомобіль                  |
| ---- | ------------------------ | ---------------- | --------------------------- |
| 1994 | Володимир Петренко       | Євген Леонов     | Lancia Delta HF Integrale   |
| 1995 | Володимир Петренко       | Євген Леонов     | Lancia Delta HF Integrale   |
| 1996 | Василь Ростоцький        | Віктор Балін     | Mitsubishi Galant VR4       |
| 1997 | Валерій Разумовський     | Віктор Шаповалов | ВАЗ 21083                   |
| 1998 | Василь Ростоцький        | Віктор Балін     | Mitsubishi Lancer Evolution |
| 1999 | Василь Ростоцький        | Майкл Орр        | Ford Escort WRC             |
| 2000 | Василь Ростоцький        | Юрій Ростоцький  | Ford Escort WRC             |
| 2001 | Валерій Разумовський     | Вадим Мордовін   | Mitsubishi Lancer Evolution |
| 2002 | Олександр Салюк-старший  | Леонід Косянчук  | Mitsubishi Lancer Evolution |
| 2003 | Олександр Салюк-старший  | Леонід Косянчук  | Mitsubishi Lancer Evolution |
| 2004 | Валерій Разумовський     | Ігор Султанов    | Mitsubishi Lancer Evolution |
| 2005 | Олександр Салюк-старший  | Олексій Мочанов  | Mitsubishi Lancer Evolution |
| 2006 | Олександр Салюк-молодший | Олександр Горбік | Mitsubishi Lancer Evolution |
| 2007 | Олександр Салюк-молодший | Адріан Афтаназів | Mitsubishi Lancer Evolution |
| 2008 | Антон Ален               | Тімо Аланне      | Fiat Punto Abarth S2000     |
| 2009 | Олександр Салюк-молодший | Адріан Афтаназів | Mitsubishi Lancer Evolution |
| 2010 | Валерій Горбань          | Євген Леонов     | Mitsubishi Lancer Evolution |
| 2011 | Олександр Салюк-молодший | Павло Черепін    | Mitsubishi Lancer Evolution |
| 2012 | Олександр Салюк-молодший | Євген Червоненко | Mitsubishi Lancer Evolution |
| 2013 | Валерій Горбань          | Володимир Корся  | Mini JCW RRC                |
| 2014 | Олександр Салюк-молодший | Євген Червоненко | Mitsubishi Lancer Evolution |
| 2015 | Денис Сидоров            | Микола Романов   | Mitsubishi Lancer Evolution |
| 2016 | Юрій Шаповалов           | Любомир Шумаков  | Mitsubishi Lancer Evolution |
| 2017 | Борис Ганджа             | Євген Сокур      | Mitsubishi Lancer Evolution |
| 2018 | Борис Ганджа             | Євген Сокур      | Mitsubishi Lancer Evolution |
| 2019 | Антон Корзун             | Павло Кононов    | Mitsubishi Lancer Evolution |
| 2020 | Валерій Горбань          | Сергій Ларенс    | Mini JCW WRC                |
| 2021 | Валерій Горбань          | Сергій Ларенс    | Mini JCW WRC                |

## Цікаві факти
- В ралі «Чумацький Шлях» 2006 року було зафіксовано найщільніший фініш в історії чемпіонатів України. За підсумками 120-кілометрової гонки переможця (Олександра Салюка-молодшого) та другого призера (Андрія Александрова) абсолютного заліку на фініші розділило лише 0,8 секунди[8].
- Олександру Салюку-молодшому належить більшість статистичних рекордів ралі «Чумацький Шлях»[9], а саме: 
  - найбільша кількість стартів – 18
  - найбільша кількість виграних спецділянок – 50
  - найбільша кількість перемог в абсолютному заліку – 6
- Найбільше учасників (58 екіпажів) стартувало в ралі «Чумацький Шлях» 2013 року, найменше (19 екіпажів) — в ралі «Чумацький Шлях» 1996 року.